# Starcie w Aleksandrowie
Starcie w Aleksandrowie – zaskakujący atak na kwaterującą we wsi Aleksandrów kompanię Wehrmachtu, przeprowadzony rankiem 31 lipca 1944 przez pododdziały Zgrupowania Stołpecko-Nalibockiego Armii Krajowej. W wyniku starcia polscy żołnierze przy minimalnych stratach własnych doszczętnie rozbili niemiecki oddział, zdobywając przy tym sporo broni i amunicji. Bój w Aleksandrowie jest uznawany za początek powstania w Puszczy Kampinoskiej.

## Preludium
W okresie niemieckiej okupacji struktury Armii Krajowej ze wschodniej części Puszczy Kampinoskiej – tj. z terenów przedwojennych gmin Czosnów, Młociny oraz ze wschodniej części gminy Zaborów – wchodziły w skład VIII Rejonu „Łęgów” VII Obwodu „Obroża” Okręgu Warszawskiego AK. Rejonem tym dowodził kpt. Józef Krzyczkowski ps. „Szymon”.
W lipcu 1944, w związku z przygotowaniami do zrywu zbrojnego w Warszawie, struktury VIII Rejonu przystąpiły do kompletowania stanów osobowych oraz do uzupełniania zapasów broni i amunicji. W rezultacie w przeddzień powstania rejon mógł wystawić dwa bataliony piechoty o sile pięciu kompanii pierwszej linii. Piętą achillesową oddziałów AK pozostawało jednak uzbrojenie. Kapitan „Szymon” podawał w swych wydanych po wojnie wspomnieniach, że po zakończeniu mobilizacji w lipcu 1944 w szeregach oddziałów VIII Rejonu znajdowało się zaledwie ok. 350-400 uzbrojonych żołnierzy.
Tymczasem 26 lipca 1944 w Dziekanowie Polskim stanęło Zgrupowanie Stołpecko-Nalibockie AK, przybyłe z Puszczy Nalibockiej na Kresach Wschodnich. W jego skład wchodził: batalion piechoty, dywizjon kawalerii, szwadron ckm oraz służby tyłowe – łącznie 861 dobrze uzbrojonych żołnierzy. Na czele zgrupowania stał por. Adolf Pilch ps. „Góra” – „cichociemny”, doświadczony partyzant prowadzący od jesieni 1943 walkę z Niemcami i partyzantką sowiecką. Początkowo kręgi konspiracyjne przyjęły „Górę” i jego żołnierzy z dużą nieufnością. Prawdopodobnie obawiano się, że w przededniu planowanego powstania obecność pod Warszawą oddziału oskarżanego przez sowiecką propagandę o kolaborację z Niemcami może utrudnić nawiązanie współpracy z Armią Czerwoną. Dowództwo Obwodu „Obroża” rozważało siłowe rozbrojenie zgrupowania nalibockiego lub odkupienie broni od jego żołnierzy. Z kolei 27 lipca Komenda Główna AK za pośrednictwem kpt. „Szymona” przekazała por. „Górze” rozkaz wymarszu w Bory Tucholskie na Pomorzu Gdańskim, zapowiadając jednocześnie, iż on sam stanie przed sądem wojennym za współpracę z Niemcami. „Góra” zdając sobie sprawę, że jego żołnierze nie mają żadnych szans, aby przedrzeć się kilkaset kilometrów w głąb kontrolowanego przez Niemców terytorium, zaproponował dowódcy VIII Rejonu, że wraz z całym swoim zgrupowaniem odda się pod jego komendę. „Szymon” szybko podchwycił tę propozycję. Ostatecznie dowództwo AK zgodziło się na włączenie zgrupowania nalibockiego w skład VIII Rejonu, zastrzegając jednak, że „Szymon” przejmuje nad nim dowództwo „na swoją odpowiedzialność”.

## Pierwsze walki w Puszczy Kampinoskiej

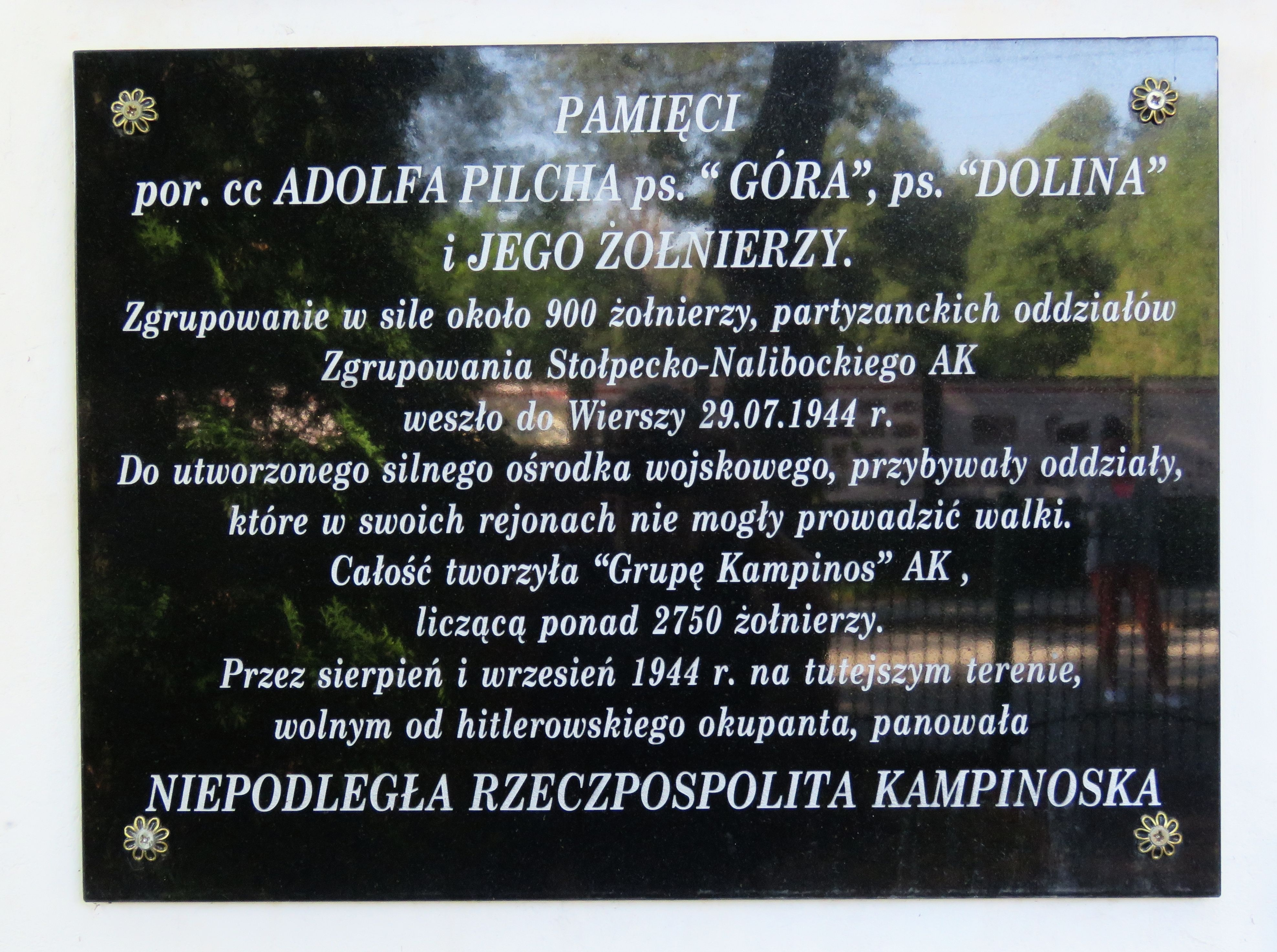
Tablica na murze kościoła w Wierszach, upamiętniająca udział żołnierzy Zgrupowania Stołpeckiego w walkach na terenie Puszczy Kampinoskiej

Po objęciu dowództwa nad zgrupowaniem „Góry” kpt. „Szymon” zdecydował, że w zależności od dalszego postępowania Niemców żołnierze naliboccy albo natychmiast przystąpią do walki, albo pozostaną w postawie wyczekującej. Postanowiono jednocześnie wysłać grupę kresowych kawalerzystów do Modlina, aby wykorzystując przekonanie nieprzyjaciela, iż ma do czynienia z oddziałem kolaboracyjnym, uzyskali oni od załogi twierdzy jak największą ilość amunicji, lekarstw i środków opatrunkowych. Fortel ten udał się częściowo. Niemcy rzeczywiście dostarczyli żołnierzom „Góry” sporą ilość zaopatrzenia, lecz w momencie, gdy polski oddział opuszczał Modlin, podstęp został odkryty. Wywiązała się wówczas walka, w której poległ jeden polski ułan. W tej sytuacji 29 lipca kpt. „Szymon” rozkazał zgrupowaniu nalibockiemu opuścić Dziekanów i przejść w rejon wsi Wiersze i Truskawka w centralnej części Puszczy Kampinoskiej. Po drodze żołnierze „Góry” mieli zlikwidować posterunki niemieckiej żandarmerii i straży granicznej. Mniej więcej w tym samym czasie „Szymon” postanowił zmobilizować część „kampinoskich” pododdziałów VIII Rejonu (28 lipca). Wyznaczone plutony zaczęły się zbierać w lesie opaleńskim między Wólką Węglową a Laskami, wzmacniając przebywający tam już od paru dni 60-osobowy oddział partyzancki pod dowództwem por. Józefa Snarskiego ps. „Czarny”. 30 lipca „Szymon” zmobilizował jeszcze kompanię dowodzoną przez kpt. Ignacego Jezierskiego ps. „Karaś”, która rozlokowała się we wsi Janówek z zadaniem ubezpieczania, a zarazem obserwacji oddziałów nalibockich od wschodu.
Przybycie Zgrupowania Stołpecko-Nalibockiego oraz częściowa mobilizacja „starych” oddziałów VIII Rejonu doprowadziły rychło do serii potyczek z kwaterującymi w tych okolicach jednostkami niemieckimi. 29 lipca partyzanci stacjonujący w lesie opaleńskim wdali się w utarczkę z patrolem niemieckich łącznościowców. Przerodziła się ona rychło w starcie z przysłanym z odsieczą plutonem Wehrmachtu. Niemcy, straciwszy dwóch żołnierzy, cofnęli się po półgodzinnej walce. W innych miejscach żołnierze VIII Rejonu także przystąpili do likwidowania pojedynczych żołnierzy nieprzyjaciela lub jego niewielkich pododdziałów, na skutek czego zabito kilkunastu Niemców i ich wschodnich kolaborantów oraz zdobyto pewną ilość broni. W międzyczasie zdążający w rejon Wierszy żołnierze „Góry” zlikwidowali posterunki niemieckiej żandarmerii i straży granicznej w Kaliszkach.

## Atak na Aleksandrów
30 lipca por. „Góra” wysłał kilka wozów taborowych po zapas furażu dla koni. W drodze powrotnej, gdy zapadł już zmrok, kolumna znalazła się w pobliżu wsi Aleksandrów. Kresowi żołnierze niezbyt dobrze orientowali się w terenie, dlatego zarządzono postój, a jeden z partyzantów udał się do najbliższego gospodarstwa, aby zapytać o drogę. Na miejscu żołnierz zorientował się, że we wsi znajdują się Niemcy. Ostrzeżona kolumna objechała Aleksandrów od zachodu, po czym dotarła okrężną drogą do Wierszy, gdzie żołnierze zdali relację por. „Górze”. Niedługo później do Wierszy przybył jeszcze mieszkaniec Aleksandrowa, który również ostrzegł partyzantów, iż w jego wsi zakwaterowali Niemcy.
„Góra” był początkowo przekonany, że w Aleksandrowie przebywa zaledwie kilku żołnierzy nieprzyjaciela. Zadanie ich zlikwidowania powierzył dowódcy I Dywizjonu 27 Pułku Ułanów AK, chor. Zdzisławowi Nurkiewiczowi ps. „Noc”. Ten wczesnym rankiem 31 lipca skierował do Aleksandrowa patrol w sile sześciu ułanów. Zbliżywszy się do wsi, kawalerzyści zorientowali się, iż nieprzyjacielski oddział liczy co najmniej kilkudziesięciu żołnierzy. Niemcy również dostrzegli partyzancki patrol, lecz zignorowali jego obecność, biorąc polskich kawalerzystów za żołnierzy jednego ze wschodnich oddziałów kolaboracyjnych. Pięciu ułanów natychmiast zawróciło i galopem pognało do Krogulca, gdzie kwaterował dowódca dywizjonu. Starszy ułan Marian Podgóreczny ps. „Żbik” przywiązał natomiast konia do drzewa, po czym pod osłoną przydrożnego rowu dotarł niepostrzeżenie na skraj Aleksandrowa, gdzie dokładnie rozpoznał stanowiska nieprzyjaciela. Z obserwacji „Żbika” wynikało, że we wsi stanął oddział Wehrmachtu w sile kompanii, liczący nawet do 150 żołnierzy. Niemcy kwaterowali w dość znacznej odległości od pierwszej linii frontu, stąd czuli się bezpiecznie i nie przedsięwzięli poważniejszych środków ostrożności.
Po otrzymaniu meldunków od zwiadu konnego dowództwo Zgrupowania Stołpecko-Nalibockiego rozpoczęło przygotowania do ataku na Aleksandrów. „Góra” i „Noc” zarządzili spieszenie 1 szwadronu dowodzonego przez wachm. Jana Jakubowskiego ps. „Dąb”, nakazując mu jednocześnie oskrzydlenie wsi od wschodu. Natarcie ułanów miał wesprzeć jeden z plutonów szwadronu ckm, dowodzony przez wachm. Antoniego Zołotara ps. „Szczerbiec”. W tym samym czasie 3 kompania 78 Pułku Strzelców Słuckich AK dowodzona przez por. Jerzego Piestrzyńskiego ps. „Helski” miała uderzyć na Aleksandrów od północy.
Jako pierwsi przystąpili do walki kawalerzyści, którzy posuwając się od strony Leszna, zaatakowali południową część Aleksandrowa. Atak okazał się dla Niemców kompletnym zaskoczeniem. Ich warty nie zdążyły nawet oddać ostrzegawczych strzałów, a reszta oddziału nie była w stanie podjąć zorganizowanej obrony. Zdezorientowani żołnierze Wehrmachtu wybiegali z budynków wprost pod kule partyzantów. Pod naciskiem ułanów Niemcy próbowali się wycofać ze wsi, lecz w trakcie odwrotu wpadli na ukrytych w łanach żyta piechurów z kompanii por. „Helskiego”, którzy zasypali ich gwałtownym ogniem. Resztki nieprzyjacielskiego oddziału rozpoczęły wówczas bezładną ucieczkę w kierunku Sowiej Woli. Wkrótce chor. „Noc” rozkazał dwóm spieszonym dotąd plutonom ułanów kontynuować pościg konno. Galopujący kawalerzyści szybko oskrzydlili nieprzyjaciela z lewej flanki. Całe starcie nie trwało dłużej niż pół godziny.

## Bilans
Po zakończonej walce por. „Góra” wysłał kpt. „Szymonowi” meldunek o treści:

Melduję, że 31. VII. 44 r. wpłynął meldunek od ludności cywilnej, że w miejscowości Aleksandrów są Ukraińcy. W wyniku akcji okazało się, że są tam Niemcy (Wehrmacht). Zabito 38 Niemców, 5 wzięto do niewoli, po czym puszczono.
Zdobycz: 34 kb., 1 rkm, 1 mp, 5000 sztuk amunicji, oraz 36 par butów, plecaki itp.

W rzeczywistości straty nieprzyjaciela były większe. Jeszcze przez kilka dni miejscowa ludność znajdowała bowiem w pobliżu wsi ciała zabitych Niemców. Józef Krzyczkowski oceniał, że w starciu pod Aleksandrowem nieprzyjacielski oddział utracił ok. 50 zabitych i 20 rannych. Pięciu wziętych do niewoli żołnierzy Wehrmachtu puszczono wolno po uprzednim rozbrojeniu i pozbawieniu umundurowania. Porucznik „Góra” wręczył zwolnionym jeńcom „przepustki” o treści: „Najkrótszą drogą przez Nowy Dwór i Modlin do Berlina”.
W wielu publikacjach można znaleźć informację, iż oddziały „Góry” straciły w tym starciu jednego zabitego i dwóch rannych. Poległym żołnierzem miał być st. ułan Kazimierz Miron ps. „Alba”, podczas gdy ranni zostali ułani Marian Miśnikowski i Leon Żybul. W rzeczywistości „Alba” poległ jednak dopiero 2 sierpnia 1944 w akcji pod Pieńkowem. Tym samym w boju w Aleksandrowie żołnierze AK nie ponieśli żadnych strat w zabitych.
W ocenie Józefa Krzyczkowskiego i Adolfa Pilcha bój w Aleksandrowie oznaczał de facto rozpoczęcie powstania w Puszczy Kampinoskiej.